# Dorcadion almarzense
Dorcadion almarzense là một loài bọ cánh cứng trong họ Cerambycidae.